# Othnielia
Az Othnielia a madármedencéjű dinoszauruszok egyik neme, melyet felfedezője, a 19. századi amerikai őslénykutató professzor, Othniel Charles Marsh után neveztek el. Peter Galton az Othnielia rex taxont 1977-ben, a Marsh által (1877-ben) létrehozott Nanosaurus rex fajból hozta létre.

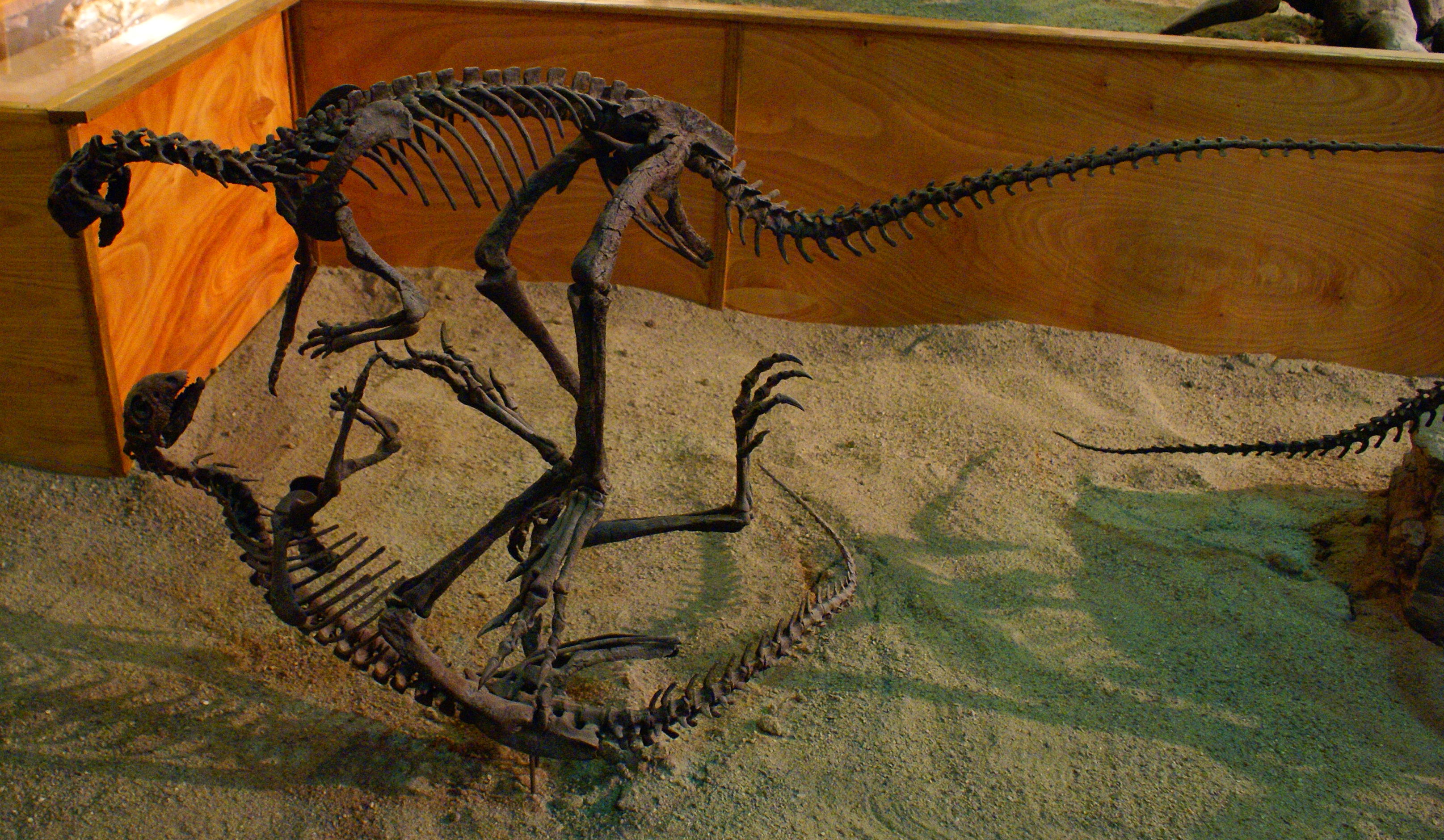
Harcoló helyzetben felállított csontvázak

Az Othnieliához tartozó maradványokat Wyoming, Utah és Colorado államokban, a késő jura kori (oxfordi-tithon korszakbeli) Morrison-formációban fedezték fel, de Galton 2007-es, a Morrison madármedencéjűiről szóló áttekintésében csak az YPM 1875 katalógusszámú lelet (a „Nanosaurus” 'rex' holotípus combcsontja) és néhány feltételesen hozzá kapcsolt koponya alatti csontmaradvány szerepel. A combcsontot nem tekintette diagnosztikusnak, ezért az Othnielia kétséges nemmé, a két részleges csontváz pedig az új Othnielosaurus nem részévé vált. Nem volt biztos, hogy ezt széles körben elfogadják, de ilyen jellegű taxonómiai döntések korábbról is ismertek (például a Marasuchus és a Lagosuchus esetében).
Az Othnielosaurushoz kapcsolt maradványok nélkül az állat kétséges nemnek számít és csak általánosságban írható le a hasonló állatok alapján. Egy dinoszauruszhoz képest viszonylag kicsinek számító, gyors mozgású, két lábon járó, aránylag kis mellső és hosszú hátsó lábakkal rendelkező növényevő volt, melynek hossza körülbelül 1,5–2 méter, a tömege pedig nagyjából 10 kilogramm lehetett. A nem tagjai „othy” becenéven, kis, fára mászó növényevőként szerepelnek az Őslénypark című regényben, bár erre a viselkedésre nincs bizonyíték.

## Kapcsolódó példányok
Galton cikkében csak az Othnielia holotípusa és két további részleges csontváz szerepelt, így a szakirodalomban felbukkant egyéb csontvázak besorolatlanok maradtak. Közéjük tartozik az Aathal Múzeum egy majdnem teljes példánya is, ami a „Barbara” becenevet kapta, és egy fogcsont (MWC 5822 katalógusszámmal, szintén az O. rex részeként). A Természet és Tudomány Denveri Múzeumának (Denver Museum of Nature and Science) kiállításán szintén láthatók Othnieliaként azonosított csontvázak.

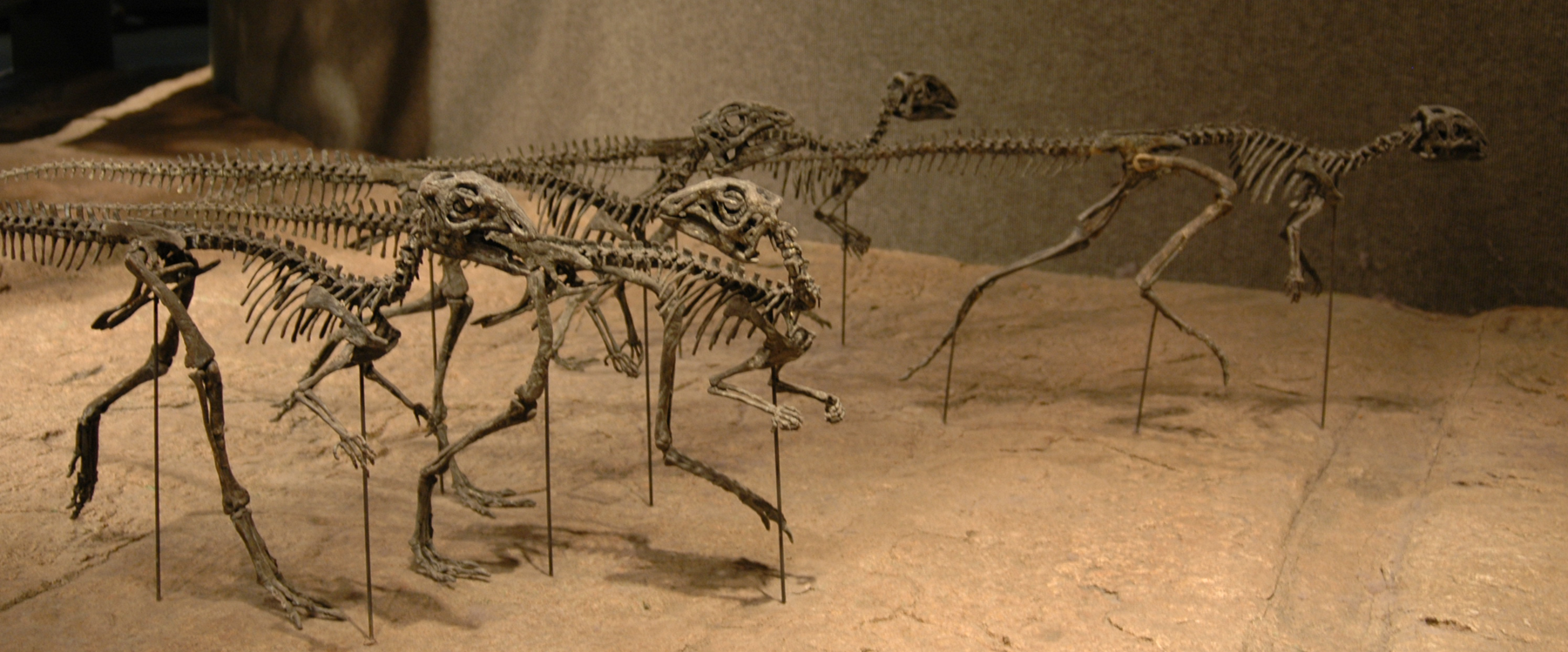
Egy futó Othnielia rex csorda a Természet és Tudomány Denveri Múzeuma kiállításán

### DMNH 21716
Kathleen Brill és Kenneth Carpenter egy fiatal ornithopodáról, feltehetően egy Othnielia rexről számolt be, melyet a coloradói Garden Parknál, a Morrison-formációban találtak. A példányt kis csontjai, összeforratlan csigolyaívei és hosszú csontjainak „lyukacsos és nem teljesen kialakult” végződései miatt tartják kifejletlennek. A példány a DMNH 21716 katalógusszámot kapta. A csontváz öt gesztenyebarna homokkő blokkba ágyazódott. Ha a példány valóban egy O. rex, akkor a mérete nagyjából harmadakkora, mint egy felnőtté. A példány kronológiai korát azonban nem tudták megbecsülni, mivel az  Othnielia tojásai és fiókái még nem kerültek elő.

## Fordítás
Ez a szócikk részben vagy egészben az Othnielia című angol Wikipédia-szócikk ezen változatának fordításán alapul.  Az eredeti cikk szerkesztőit annak laptörténete sorolja fel. Ez a jelzés csupán a megfogalmazás eredetét és a szerzői jogokat jelzi, nem szolgál a cikkben szereplő információk forrásmegjelöléseként.